# Johann Conrad Rudolph Wohlien
Johann Conrad Rudolph Wohlien (* 1808 in  Altona; † 29. November 1866 ebenda) war ein Orgelbauer in Altona.
Er gehörte zur bekannten Altonaer Orgelbauerfamilie Wohlien und war „der dritte Orgelbauer seines Geschlechts“. Wohlien starb während der Renovierung der Orgel von St. Trinitatis in Hamburg-Altona. Mit seinem Sohn Johann Friedrich Eduard Wohlien (1843–1871) erlosch die Firma, die vom Großvater Balthasar Wohlien begründet wurde.

## Werke
| Jahr    | Ort                | Gebäude             | Bild | Manuale | Register | Bemerkungen |
| ------- | ------------------ | ------------------- | ---- | ------- | -------- | --- |
| 1842    | Eddelak            | St. Marien          |      | II/P    | 17       | Neubau: Erweiterung der Orgel von Johann Daniel Busch um Hauptwerk und Pedal |
| 1845    | Seester            | St.-Johannes-Kirche |      | II/P    |          | Orgel außer Betrieb, vollständig erhalten, stark verfallen. |
| 1855    | Glückstadt         | Stadtkirche         |      | II/P    | 27       | Umbauvorschlag für die Hus-Schnitger-Orgel mit Mitteilung der Disposition und weiterer Einzelheiten des Brustwerks; 1881 abgebrochen und ersetzt; Hus-Prospekt in St. Nikolai (Burg auf Fehmarn) erhalten (Foto) |
| 1861    | Hamburg-Neuengamme | St. Johannis        |      | II/P    | 21       | Umbau |
| 1862    | Barlt              | St. Marien          |      |         |          | Neubau |
| 1865/66 | Hamburg            | Sankt Jacobi        |      |         |          | Erweiterung um sieben Ausgleichsbälge und der Kanäle |